# Fredrik Kassman
Hans Johan Fredrik Kassman, född 30 augusti 1930 i Husum, Ångermanland, död 2 maj 1986 i Grundsunda, Ångermanland, var en svensk grafiker och tecknare.
Han var son till Johan Aron Kassman och Naima Katarina Lundvall. Hans grafik anses vara av mycket hög klass. Separat har han ställt ut i bland annat Stockholm, Sundsvall, Östersund, Härnösand, Umeå, Örnsköldsvik och medverkat i ett stort antal samlingsutställningar sedan 1959. I mitten av 1970-talet tog han och Bertil Ågren initiativet till att skapa en emaljverkstad i Domsjö den kompletterades senare med en grafikavdelning och bildade grunden för en kollektiv konstnärsverkstad i Örnsköldsvik. Hans konst består av grafiska blad. Kassman är representerad i ett flertal landsting och kommuner samt på de svenska ambassaderna i Moskva och Peking. 